# Бенсон, Роберт (хоккеист)
Роберт «Бобби» Бенсон (англ. Robert John "Bobby" Benson; 18 мая 1894 — 7 сентября 1965) — канадский хоккеист.

## Биография
Роберт Бенсон родился 18 мая 1894 года в городе Дэвидсон провинции Саскачеван, в семье выходцев из Исландии. Отец Ханс Йонсон (1853—1921), мать Роза Йонсон (1850—1923), брат Харви «Дюк» Бенсон (1893—1971). Его семья переехала в Виннипег, где он работал грузчиком. 1913 году женился на Кэсси Гиллеспи (1892—1942) с которой у него было двое детей Эвелин и Лорн.

### Спортивная карьера
В сезоне 1910/1911 начал играть за команду «Виннипег Стратконнас». Затем перешёл в команду «Виннипег Фэлконс», в которой играл с 1913 по 1916 годы. В 1916 году Бобби, вместе с другими игроками клуба, поступил на службу в 223-й канадо-скандинавский батальон и играл в армейской хоккейной команде. В 1917 году батальон был переброшен в Европу и с апреля участвовал в сражениях Первой мировой войны. Дослужился до звания ефрейтор. В 1918 году был ранен в колено. После лечения Роберт Бенсон вместе со своим братом и бывшими игроками «Виннипег Фэлконс» воссоздали клуб и в сезоне 1919/1920 участвовали в кубке Аллана. Победив в финале команду университета Торонто, «Соколы из Виннипега» получили право сыграть за сборную Канады в хоккейном турнире летних Олимпийских игр 1920 года. Сборная Канады завоевала золотые медали.
После Олимпиады Бобби продолжил карьеру хоккеиста-профессионала до 1932 года. Сыграл за ряд команд, после чего оставил профессиональный спорт, но, несмотря на это продолжил активно участвовать в спортивной жизни.